# Mikhaïl Jarov
Mikhaïl Ivanovitch Jarov (en russe : Михаил Иванович Жаров), né le 27 octobre 1899 à Moscou et mort le 15 décembre 1981 dans cette même ville, est un acteur et metteur en scène soviétique, lauréat des trois Prix Staline, Artiste du peuple de l'URSS en 1949. Membre du Parti communiste de l'Union soviétique depuis 1950.

## Biographie
Jarov est né dans la famille d'un ouvrier d'imprimerie. Son père était un enfant abandonné, il avait reçu son nom de famille de sa tutrice dans un foyer pour enfants. La mère du futur artiste, Anna Semionovna Drozdova, était originaire du gouvernement de Smolensk, elle provenait des anciens serfs. 
Après avoir travaillé dans une imprimerie comme son père, Jarov a trouvé un post dans l'administration du théâtre d'opéra Sergueï Zimine, fondé en 1904 et nationalisé en 1917, devenu par la suite une filiale du théâtre Bolchoï. Il y a fait également de la figuration. En 1918, il s'inscrit à une formation en art dramatique dirigé par Arkadi Zonov et Valeri Beboutov au sein du théâtre de l'union des associations des travailleurs à l'éducation artistique qui fonctionnait à Moscou en 1918-1920. La même année, il commence à jouer au théâtre Expérimental-héroïque de Moscou qui, par la suite, a fusionné avec le studio de Vsevolod Meyerhold pour former l'Académie russe des arts du théâtre. Il participe également aux spectacles de Blouse Bleue, le théâtre collectif d'influence agitprop.
À partir de 1938, Jarov est acteur dans la troupe du théâtre Maly où il joue principalement dans le répertoire classique.
Jarov a débuté au cinéma en 1915, avec un petit rôle dans le film Le Tsar Ivan le Terrible d'Alexandre Ivanov-Gaï. L'apogée de sa popularité se trouve dans les années 1930. Il a en tout joué dans près de soixante films. Son dernier rôle fut celui d'un détective de province, Aniskine, dans une trilogie inspirée des livres de Vil Lipatov. C'est ainsi que Jarov est resté dans la mémoire de la jeune génération. 
En dehors de son travail, Jarov était un philatéliste passionné. 
L'artiste est mort le 15 décembre 1981 dans son sommeil. Il est inhumé au cimetière de Novodevitchi.
En 2009, Olga Derjavina a relaté la biographie de l'acteur dans le film Mikhaïl Jarov. Enfant gâté de la fortune... (Михаил Жаров. Счастья баловень безродный...).

## Vie privée
Mikhaïl Jarov s'est marié quatre fois. Il a rencontré sa première épouse, Dina Jarova, en participant à une série de concerts sur le front pendant la guerre civile russe. Ensemble ils ont eu un fils, Evgueni. Après leur divorce, alors que Jarov s'est installé avec sa nouvelle compagne, l'actrice Lioudmila Polianskaïa, Dina et Evgueni sont restés vivre avec la mère de Jarov à la demande de cette dernière. Polianskaïa et Jarov ont eu deux enfants qui sont morts tous les deux à l'âge de quelques mois.  
Sa troisième femme, l'actrice Lioudmila Tselikovskaïa, était de presque vingt ans sa cadette. Elle a joué avec lui dans plusieurs films et participait aux spectacles sur le front de la Grande Guerre patriotique. Elle l'a quitté en 1947. Peu après, dans un sanatorium, Jarov a croisé le couple de médecins Gelstein, avec leur fille de dix-huit ans, Maïa. Malgré les trente ans de différence d'âge ils ont sympathisé et se sont mariés. Les parents Gelstein, ont été arrêtés et emprisonnés lors du complot des blouses blanches. Jarov, d'habitude loyal envers le pouvoir, a pris leur défense, en écrivant d'innombrables lettres pour obtenir la libération de ses beaux-parents. Avec Maïa, il hébergeait également la sœur de cette dernière. Dans ce mariage deux filles sont nées: Anna en 1951, et Liza en 1953.

## Filmographie sélective
- 1924 : Aelita de Yakov Protazanov
- 1925 : La Fièvre des échecs de Vsevolod Poudovkine
- 1926 : Miss Mend de Boris Barnet et Fedor Ozep
- 1927 : Garçon de restaurant
- 1928 : L'Aigle blanc d'Yakov Protazanov
- 1931 : Le Chemin de la vie de Nikolaï Ekk
- 1933 : Les 26 commissaires de Nikolaï Chenguelaia
- 1933 : Okraïna de Boris Barnet
- 1937 : Pierre le Grand de Vladimir Petrov
- 1939 : Maxime à Vyborg de Grigori Kozintsev et Leonid Trauberg
- 1939 : L'Erreur de l'ingénieur Kotchine (ru) de Aleksandr Matcheret
- 1941 : Bogdan Khmelnitski de Igor Savtchenko
- 1942 : La Défense de Tsaritsyne des frères Vassiliev : Cosaque Martyn Perchikhine
- 1944 : Ivan le Terrible de Sergueï Eisenstein : Maliouta Skouratov
- 1946 : Bespokoïnoie khozaïstvo, réalisé par lui-même.
- 1948 : Mitchourine (Мичурин) de Alexandre Dovjenko : Khrénov
- 1954 : Anne au cou (Анна на шее) d'Isidore Annenski, l'adaptation de la nouvelle éponyme d'Anton Tchekhov
- 1958 : Jeune Fille à la guitare de Alexandre Feinzimmer
- 1966 : La Grande Sœur (Старшая сестра) de Gueorgui Natanson : oncle Mitya
- 1968 : Détective du village d'Ivan Loukinski
- 1973 : Aniskine et Fantômas de Vitali Ivanov et Vladimir Rapoport
- 1978 : Et de nouveau Aniskine de Vitali Ivanov

## Distinctions
- Ordre du Drapeau rouge du Travail (1938, 1949)
- Prix Staline (1941, 1942)
- Ordre de Lénine (1974)
- Ordre de l'Étoile rouge (1944)
- Ordre de la révolution d'Octobre (1979)
- Artiste du peuple de l'URSS (1949)
- Héros du travail socialiste (1974)